# Kościół św. Jerzego w Wilkanowie
 Kościół św. Jerzego w Wilkanowie – zabytkowy kościół w Wilkanowie, w powiecie kłodzkim.
Kościół parafialny pierwotnie drewniany, zbudowany w XIV w. Murowany postawiono na jego miejscu w 1516, który w latach 1699-1701 przebudowano w stylu barokowym według projektu Jacoba Carove. Wieża wybudowana na planie kwadratu zwieńczona dachem hełmowym z prześwitem. Obok świątyni zabytkowa  plebania. Kościół parafialny.
W wojewódzkim rejestrze zabytków zapisano:
- kościół parafialny pw. św. Jerzego z drugiej połowy XVIII w., nr rej.: 446/884 z 30.06.1961
- kaplica grobowa rodzin Reinsch i Spittel na cmentarzu kościelnym z XIX w., nr rej.: 445/2046 z 25.05.1972
- plebania z 1773, nr rej.: 444/1342 z 3.08.1965

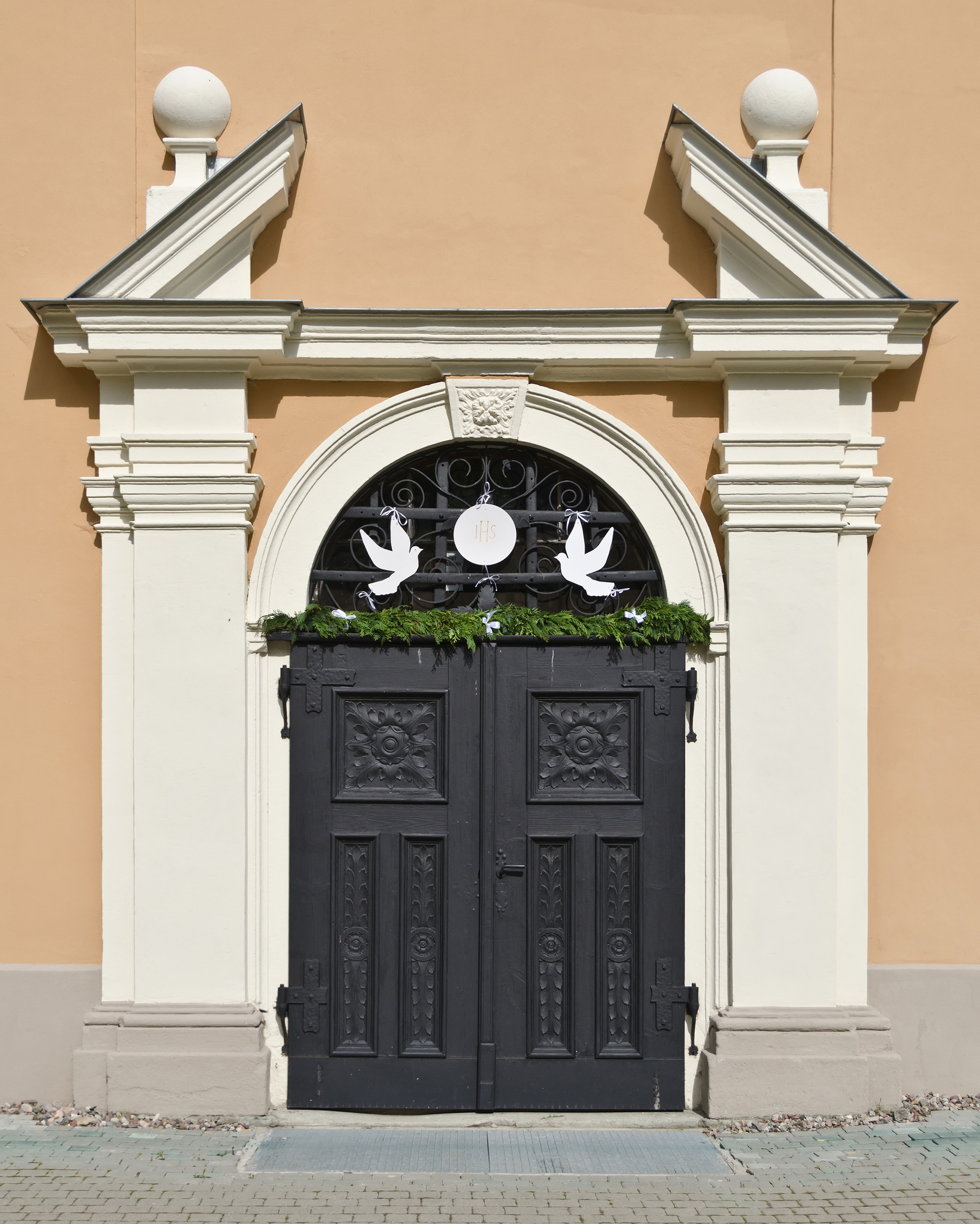
Portal
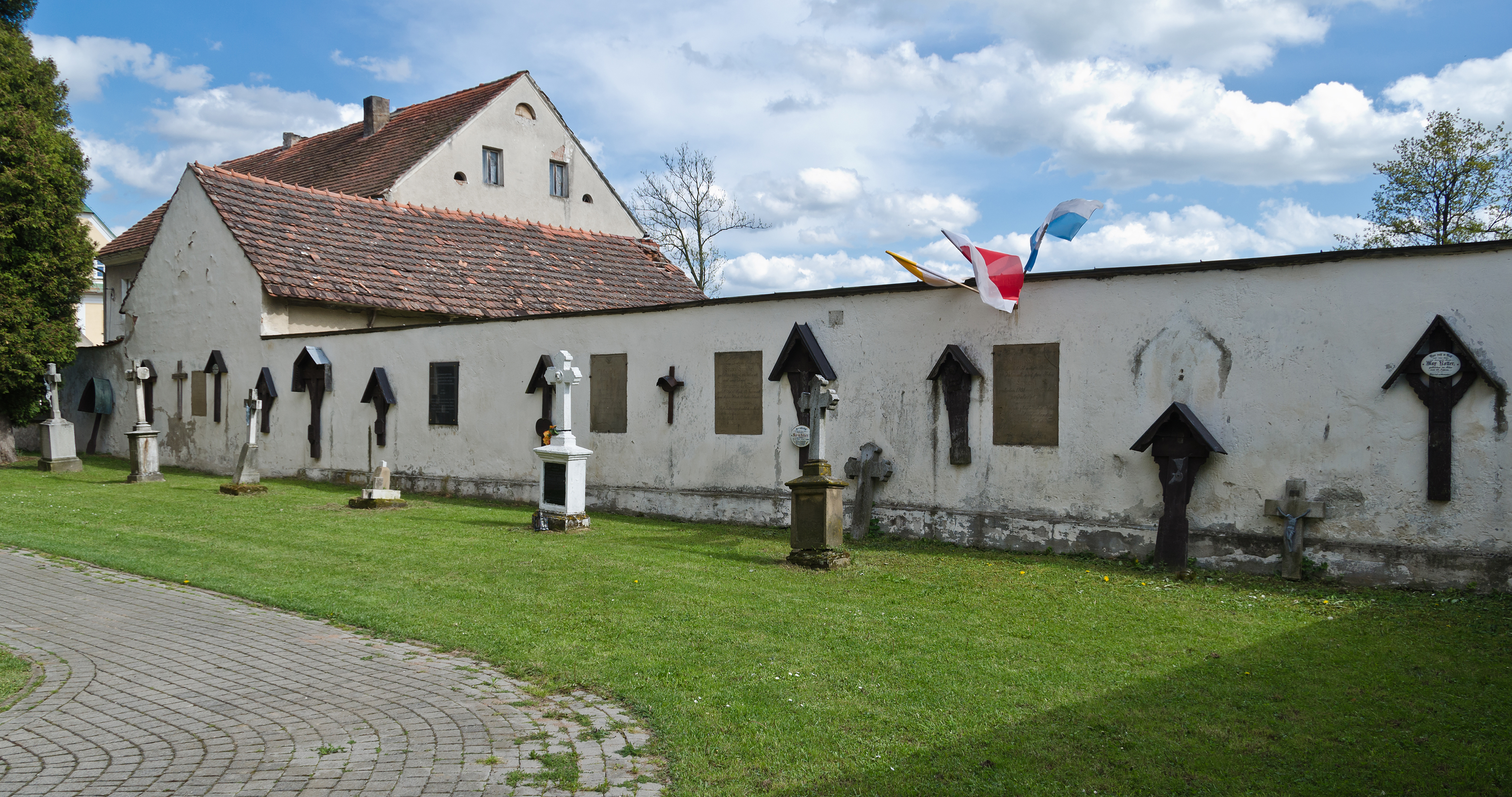
Cmentarz z murem
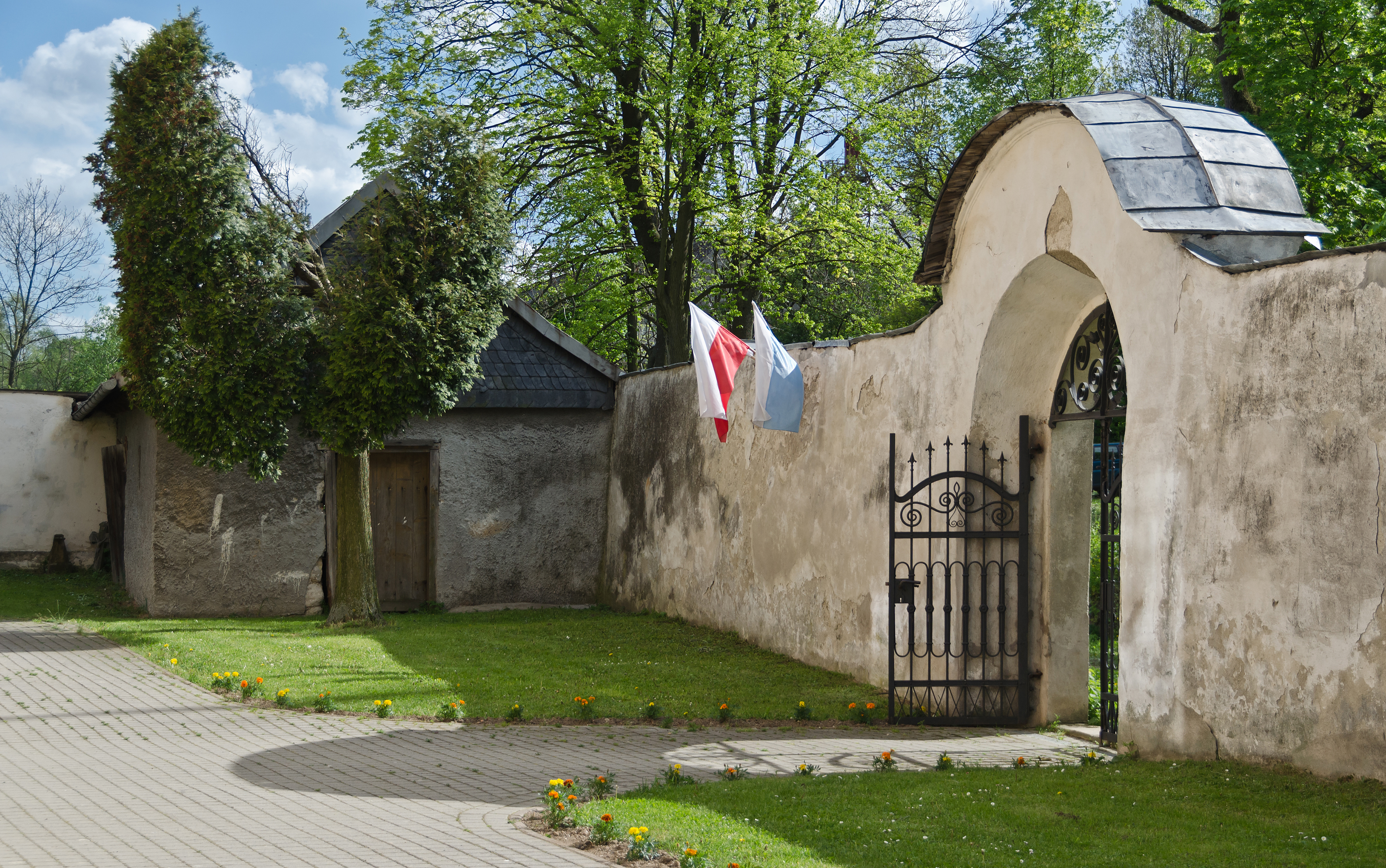
Brama
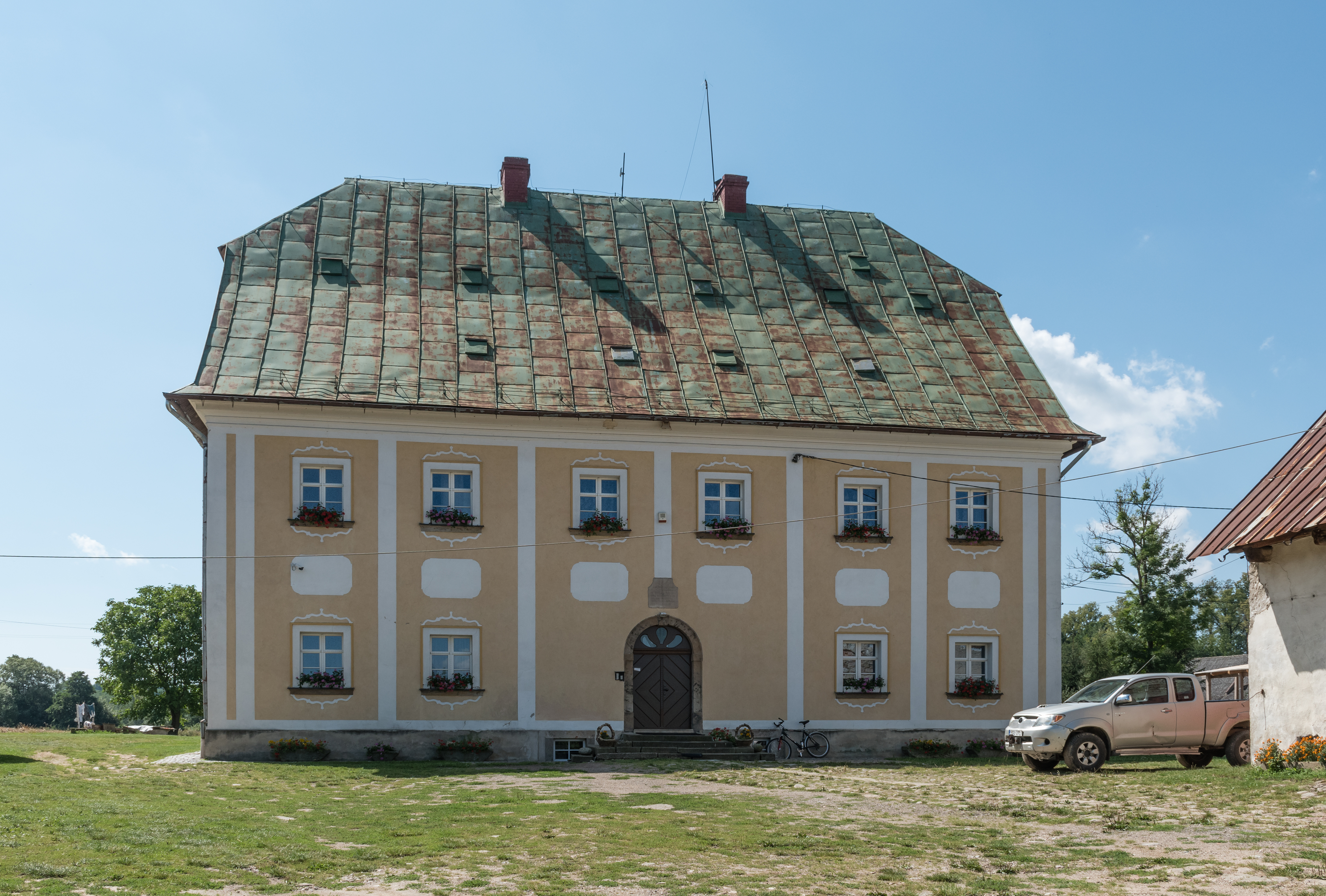
Plebania w Wilkanowie